# Arrondissement Delsberg
Das Arrondissement Delsberg (französisch Arrondissement de Delémont) war eine Verwaltungseinheit der Ersten Französischen Republik und des Ersten Kaiserreichs. Es bestand auf dem Gebiet des heutigen Kantone Basel-Landschaft, Bern und Jura in der Schweiz. Hauptort und Sitz der Unterpräfektur war Delsberg (Delémont).
Von 1793 bis 1795 existierte es im Département Mont-Terrible der Distrikt Delsberg mit fünf Kantonen. Mit dem Gesetz vom 28. Pluviôse des Jahres VIII (17. Februar 1800) wurde das bisherige Département aufgehoben und sein Territorium dem Département Haut-Rhin hinzugefügt. Gleichzeitig schuf das Gesetz Arrondissements als neue Verwaltungseinheiten, welche die fünf Jahre zuvor aufgehobenen Distrikte ersetzten. Das Arrondissement Delsberg setzte sich aus fünf Kantonen zusammen:
- Kanton Biel
- Kanton Courtelary
- Kanton Delsberg
- Kanton Laufen
- Kanton Moutier

Durch Beschluss des Wiener Kongresses vom 20. März 1815 wurde das Territorium der Schweiz zugeschlagen. Der grösste Teil gelangte zum Kanton Bern, ein kleiner Teil im Nordosten an den Kanton Basel (seit 1833 Kanton Basel-Landschaft), siehe dazu den Artikel Anschluss des Birseck an Basel. Seit 1979 gehört der nördliche Teil der früheren französischen Verwaltungseinheit zum Kanton Jura, das Laufental wechselte 1994 von Bern zum Kanton Basel-Landschaft.